# Малтина (остановочный пункт)
Ма́лтина (фин. Maltina) — бывший остановочный пункт на 397,1 км перегона Пийтсиёки — Суоярви I линии Маткаселькя — Суоярви Октябрьской железной дороги. Находится на территории урочища Станция Малтина в Суоярвском городском поселении Суоярвского района Республики Карелия.

## История
Участок Маткаселькя — Лоймола, был открыт 15 декабря 1920 года. Основной задачей было соединить железной дорогой восточные приграничные с СССР земли с центральной Финляндией. Участок Лоймола — Суоярви, где впоследствии была организована платформа Малтина (фин. seisake Maltina), был открыт только 1 января 1923 года. А конечный пункт — станция Найстенъярви — 16 октября 1927 года. Платформа обслуживала несколько финских хуторов: Antinselkä, Möntöinselkä и несколько других. В черте остановочного пункта был железнодорожный переезд, в настоящее время ликвидированный. О дате закрытия говорить сложно, однако на советской карте Южной Карелии 1941 года платформа ещё обозначена, а на схеме 1945 года — уже отсутствует.
В настоящее время (2019 год) возле бывшего остановочного пункта сохраняются несколько финских фундаментов, оставшихся от довоенных хуторов.

## Галерея
- Платформа Малтина
- Вид в сторону ст. Суоярви I.
- Вид в сторону ст. Пийтсиёки.
- Бывший переезд в черте остановочного пункта.